# 切薩皮克與俄亥俄鐵路
切薩皮克與俄亥俄鐵路（英文：Chesapeake and Ohio Railway）是美國的一級鐵路公司，成立於1869年。其營運範圍在1873年由維吉尼亞州首府里奇蒙拓展至俄亥俄河流域，地屬西維吉尼亞州的亨廷頓。該城命名乃來自切薩皮克與俄亥俄鐵路的領導人Collis P. Huntington。
切薩皮克與俄亥俄鐵路的半島支線將西維吉尼亞州的煤礦運輸到漢普頓錨地的港口，新的城市紐波特紐斯於焉誕生。煤礦的需求也使得其鐵路線延展到美國中西部，抵達俄亥俄州的哥倫布、辛辛那提、托雷多，以及伊利諾州的芝加哥。
切薩皮克與俄亥俄鐵路的總部至1960年代早期乃位於克里夫蘭。1972年切薩皮克與俄亥俄鐵路與巴爾的摩與俄亥俄鐵路以及西馬里蘭鐵路逐步合併成 切西系統。之後切西系統又與海岸鐵路系統合併，成為CSX運輸。 1999年又納入了聯合鐵路近半的路線系統與資產。

## 外部連結
- Chesapeake and Ohio Historical Society（页面存档备份，存于）
- Chesapeake and Ohio Railway Heritage Center （页面存档备份，存于）
- Steam Operations of the Chesapeake & Ohio Railway at Hinton, West Virginia （页面存档备份，存于）
- The 1977-1978 Chessie Steam Special for the railroad's 150th Anniversary （页面存档备份，存于）